# Ana Monteagudo
Ana Monteagudo Ponce de León, in religione Anna degli Angeli (Arequipa, 26 luglio 1602 – Arequipa, 10 gennaio 1686), è stata una religiosa peruviana, priora del monastero domenicano di Santa Catalina de Sena. Fu beatificata da papa Giovanni Paolo II nel 1985.

## Biografia
Nata in Perù da una coppia di spagnoli, fu educata dalle domenicane nel monastero di clausura di Santa Catalina de Sena ad Arequipa e, contro il volere dei genitori, abbracciò la vita religiosa nello stesso monastero.
Fu sagrestana e poi maestra delle novizie. Infine fu eletta priora e condusse un'opera di severa riforma.
Ebbe fama di doni mistici, soprattutto visioni di anime purganti.
Morì dopo lunga malattia nel 1686.

## Culto
La causa fu introdotta il 13 giugno 1917 e il 23 maggio 1975 papa Paolo VI autorizzò la promulgazione del decreto sulle virtù eroiche di Anna degli Angeli, che divenne venerabile.
Papa Giovanni Paolo II la proclamò beata ad Arequipa il 2 febbraio 1985, durante il suo viaggio apostolico in America latina.
Il corpo della beata riposa nella chiesa del monastero di Santa Catalina de Sena di Arequipa.
Il suo elogio si legge nel Martirologio romano al 10 gennaio.